# Dzieci Beowulfa
Dzieci Beowulfa – powieść science fiction Larry Nivena napisana w 1995 roku wspólnie z Jerry Pournellem i Stevenem Barnesem jako Beowulf's Children, znane również w wydaniu brytyjskim pod tytułem The Dragons of Heorot. W języku polskim wydana przez Rebis w 1999 roku, a przetłumaczył ją Jan Pyka.
Jest to drugi tom opisujący przygody ludzi na Avalonie, czwartej planecie w układzie Tau Ceti znajdującym się w odległości niecałych 12 lat świetlnych od Słońca w gwiadozbiorze Wieloryba. Poprzedni to Dziedzictwo Heorotu.
24 lata po wylądowaniu ekspedycji i wygraniu krwawej wojny z grendelami ludzie opuszczają względnie bezpieczną wyspę Camelot i rozpoczynają kolonizację kontynentu.
Tytułowe dzieci Beowulfa to pokolenie potomków pierwszych osadników będące siłą napędową eksploracji.